# 戸隠神社 (桜井市)
戸隠神社（とがくしじんじゃ）は、奈良県桜井市にある神社。

## 概要
桜井市横柿集落の南方山中、御破裂山支脈の先端に位置する旧村社。手力雄命、建御名方命、御年大神の三柱を祭神とする。以前は御年神社といったが1918年（大正7年）頃に現在地の下方（北）660mの大字横柿字ジンセから遷座の際、大字北山の手力雄神社の分霊を勧請して加え社名を変えた。
本殿は春日造千木付き朱塗、拝殿は切妻造瓦葺き割拝殿、石燈籠が6基あり「奉造立雨乞願成就所 寛文11年（1671年）亥9月吉日 村中敬白」とあるものが古い、ついで宝永7年（1710年）のものがある。例祭は11月6日。
遷座前の旧地は旧無格社の御年神社として残るが、巨石の上の本殿とその下方に拝殿と朱の鳥居のほか設備はない。